# Диодор (Исаев)
Епи́скоп Дио́дор (в миру Дми́трий Ю́рьевич Иса́ев; род. 7 мая 1976, посёлок Языково, Карсунский район, Ульяновская область) — епископ Русской православной церкви. Епископ Мелекесский и Чердаклинский c 19 мая 2013 года.

## Биография
Родился 7 мая 1976 года в посёлке Языково Карсунского района Ульяновской области. Крещён в 1976 году в Ульяновске в храме в честь иконы Пресвятой Богородицы «Неопалимая Купина» . С 1983 по 1993 год обучался в средней школе села Урено-Карлинского Карсунского района Ульяновской области. В 1989—1993 годах исполнял послушания алтарника и чтеца в храме Преподобного Сергия Радонежского села Таволжанки Карсунского района Ульяновской области.
В 1993 году окончил среднюю школу и поступил на очное отделении Московской духовной семинарии, которую окончил в 1997 году.
28 июля 1997 года был рукоположён в сан диакона епископом Ульяновским и Мелекесским Проклом (Хазовым) и назначен клириком кафедрального собора иконы Божией Матери «Неопалимая Купина»  города Ульяновска.
В 2000—2013 годах нёс одновременно послушания личного секретаря управляющего Симбирской епархией, заведующего канцелярией епархиального управления, ответственного по связям с общественностью региона.
23 марта 2001 года архиепископом Ульяновским и Мелекесским Проклом был пострижен в монашество в монашество с именем Диодор в честь мученика Диодора Афродисийского. 15 апреля удостоен права ношения двойного ораря.
В 2007 году окончил государственный техникум отраслевых технологий, экономики и права города Инза Ульяновской области по специальности «Правоведение».
31 мая 2009 года возведён в сан архидиакона.
13 ноября 2011 года был рукоположен во иеромонаха архиепископом Симбирским и Мелекесским Проклом. 
1 декабря 2011 года был назначен настоятелем храма Воскресения Христова на Старом городском кладбище Ульяновска.
3 апреля 2012 года был назначен на должность благочинного храмов города Ульяновска.
В 2012 году заочно закончил Московскую духовную академию. Дипломная работа по кафедре церковной истории на тему «Свято-Троицкий кафедральный собор города Симбирска как народный храм в память победы русского оружия и Симбирского народного ополчения в Отечественной войне 1812 года».
15 августа 2012 года был назначен исполняющим обязанности секретаря епархиального управления вновь образованной Мелекесской епархии.
1 декабря 2012 года был освобождён от должности настоятеля храма в честь Воскресения Христова города Ульяновска и назначен настоятелем кафедрального собора иконы Божией Матери «Неопалимая Купина» города Ульяновска.
20 декабря 2012 года был назначен настоятелем Свято-Никольского храма и Спасо-Преображенского собора города Димитровграда Ульяновской области.

### Архиерейство
12 марта 2013 года решением Священного синода Русской православной церкви был избран епископом Мелекесским и Чердаклинским.
17 марта 2013 года в Воскресенско-Германовском соборе города Ульяновска был возведён в сан архимандрита митрополитом Симбирским и Новоспасским Проклом.
29 марта 2013 года в Тронном зале храма Христа Спасителя в Москве состоялось его наречение во епископа. В апреле освобождён от должности благочинного храмов города Ульяновска. 19 мая в Александро-Невском соборе Ново-Тихвинского монастыря Екатеринбурга состоялась его хиротония во епископа Мелекесского и Чердаклинского, которую совершили патриарх Кирилл, митрополит Саранский и Мордовский Варсонофий (Судаков), митрополит Симбирский и Новоспасский Прокл (Хазов), епископ Екатеринбургский и Верхотурский Кирилл (Наконечный), епископ Солнечногорский Сергий (Чашин), епископ Нижнетагильский и Серовский Иннокентий (Яковлев), епископ Каменский и Алапаевский Сергий (Иванников).